# Euxoa lugens
Euxoa lugens är en fjärilsart som beskrevs av Otto Staudinger 1870. Euxoa lugens ingår i släktet Euxoa och familjen nattflyn. Inga underarter finns listade i Catalogue of Life.